# AC Horsens
Alliance Club Horsens (eller AC Horsens, forkortet ACH) er en dansk fodboldklub, med base i den nordlige ende af den østjyske by Horsens. Fodboldklubben blev grundlagt den 1. januar 1994 som en overbygning af de lokale fodboldklubber Horsens forenede Sportsklubber (HfS) og FC Horsens (FCH). AC Horsens Elitefodbold består på seniorniveau af et divisionshold, som afvikler deres hjemmebanekampe på Casa Arena Horsens, og et Danmarksseriehold (fortrinsvist U-23 spillere) samt drenge (12-14 år), junior, ynglinge og U-21 hold på ungdomsniveau. Organisationen omfatter endvidere en fodboldskole (samarbejde med Sports College Horsens).
Førsteholdet spiller i 2023-24-sæsonen i den næstebedste fodboldrække, NordicBet Ligaen. Holdet har dog siden sin stiftelse spillet 13 sæsoner i Superligaen.

## Klubbens historie

### Før 1994
Forud for dannelsen af AC Horsens var de bedste lokale spillere spredt blandt de mange fodboldklubber i Horsens, som i en årrække ikke kunne enes omkring et decideret samarbejde på seniorfronten. Iblandt byens mange foreninger havde Horsens FS Fodbold (stiftet den 4. november 1915) været den mest succesfulde på det sportslige område med en kortvarig storhedstid i slutningen af 1960'erne, hvor man hentede sine eneste medaljer i historien i form af en tredjeplads (bronze) i 1967-sæsonen i 1. division – den daværende bedste danske fodboldrække; Men førsteholdet rykkede i 1970-sæsonen ned i 2. division (den daværende næstbedste række) og efterfølgende 3. division (den daværende tredjebedste række) og endelig Danmarksserien i 1980-sæsonen. Bestyrelsen i Sportssammenslutningen for Horsens og Omegn tog i forsommeren 1986 derfor initiativ til at indkalde 12-13 horsensianske fodboldklubber til et orienteringsmøde med en dagsorden om at genskabe HfS tidligere storhedstid og få byen Horsens tilbage på fodboldlandkortet. Mødet mundede imidlertid ikke ud i noget videre formaliseret samarbejde klubberne imellem. Mødet mundede ud i et formaliseret samarbejde i ungdomsafdelingerne i Stensballe IK og HFS på foranledning af ungdomsformændene Verner Sørensen og Erik Herold Møller. Dette formaliserede samarbejde i ungdomsafdelingerne lagde den egentlige grundsten til det senere større samarbejde også på seniorplan. Som en sidehistorie blev mødet desuden startskuddet til, at fodboldafdelingerne i B 1940 og Dagnæs Idrætsforening (kendt som Boller Boldklub indtil 1964), som havde placeret sig ved samme bord under orienteringsmødet, indledte en snak om et fremtidigt tættere samarbejde. En række møder om sammenlægningen og samt ekstraordinære generalforsamlinger resulterede i en fuldstændig sammenlægning den 31. oktober 1987 imellem de to fodboldklubber hvorved Football Club Horsens var født – baseret i det sydlige Horsens og med sportslig virkning fra den 1. januar 1988.

### Fusionen i 1994
Der skulle gå yderligere seks år, før lederne i de to største horsensianske klubber erkendte at et overbygningssamarbejde var nødvendigt, hvilket DBU's love i 1994 gav mulighed for. Horsens fS Fodbold havde allerede i 1978 og igen den 22. maj 1982 oprettet et anpartsselskab (ApS) og herefter opnået mange års erfaring med at drive en professionel fodboldforretning. FC Horsens kunne byde ind med en stor og velfungerende ungdomsafdeling.
Alliance Club Horsens dannedes som et overbygningssamarbejde den 1. januar 1994 mellem fodboldafdelingerne i Horsens forenede Sportsklubber (HfS) og FC Horsens (FCH) på baggrund af et fælles ønske om at samle de bedste fodboldspillere i regionen på et fælles elitehold (divisionshold) hjemmehørende i Horsens, der kunne etablere sig i toppen af dansk topfodbold såvel sportsligt som økonomisk (blandt de 20 førende klubber i Danmark). Samarbejdsaftalen fik sportslig virkning fra og med forårssæsonen 1994 i den nyoprettede Kvalifikationsliga (med henblik på oprykning til Superligaen) og tog udgangspunkt i Horsens fS' divisionslicens efter holdets bedste fodboldmandskab i efterårssæsonen 1993 havde sikret sig oprykning til den næstbedste danske række (det såkaldte grundspil). Overbygningen, hvis mandskab primært udgjordes af 14 tidligere HfS-spillere samt HfS tidligere 31-årige cheftræner, spillede sin første divisionskamp den 20. marts 1994 kl. 13.00 på udebane mod Viborg FF med et 5-0 nederlag til følge, mens den første pokalkamp blev spillet i sommeren 1994 i forbindelse med turneringens tredje runde og resulterede i et nederlag med cifrene 4-0 ude mod Herning Fremad. Klubbens første målscorere blev Morten Bech og Henrik Ravn, og deres mål faldt i hjemmebanekampen mod Herfølge Boldklub den 27. marts 1994. Midtbanespilleren Jan Abrahamsen blev af klubben udnævnt som Årets Spiller i 1994.
Stensballe Idræts-Klub (SIK) var ikke med i fusionen, som nogle kilder ellers antager, men havde dog et samarbejde med AC Horsens på ungdomssiden for som tidligere nævnt.

### Økonomisk og administrativ vækst
Et anpartselskab med navnet Fodboldalliancen AC Horsens ApS, som i dag er omdannet til et aktieselskab (A/S), blev i samme forbindelse stiftet som en fortsættelse af det daværende HfS Fodbold ApS til at varetage driften af den professionelle fodboldoverbygning. Administrationen fik til huse i tilstødende lejede kontorlokaler i HfS' klubhus på Langmarksvej 65 ved Horsens Idrætspark og fik Horsens fS' tidligere formand advokat Ole Willy Mandrup Rasmussen som første bestyrelsesformand – en post han har bestridt siden (pr. september 2007). De to moderklubber skulle løbende støtte anpartsselskabet finansielt. I dag er selskabet bag AC Horsens ejet 100% af Horsens fS Fodbold, da FC Horsens efter fem sæsoner valgte at udtræde af samarbejdet på seniorniveau, og de deltager i dag derved kun i samarbejdet på ungdomsniveau, der er AC Horsens' rekrutteringsgrundlag. Man foretog i perioden fra 10. til 19. december 2007 en aktieemission gennem udbydelse af minimum 1.000.000 og maksimum 2.000.000 stk. nye aktier i selskabet til offentlig tegning til kurs 10,50. Det økonomiske resultat blev tegning af i alt 2.259.094 styk aktier svarende til et bruttoprovenu på 23,7 millioner kroner fordelt på 630 tegnere, hvilket oversteg bestyrelsens oprindelige mål med at tilføre selskabet 10-20 millioner kroner.

### Samarbejdsklubberne og HfS i spidsen
En del af den oprindelige samarbejdsaftale bestod desuden i, at HfS frit kan hente spillere fra de andre klubber, så længe de ikke kaldte sig for HfS. Samarbejdet omfattede fra begyndelsen indtil 1997 hold i senior, ynglinge og junior. Fra og med 1998-sæsonen ændredes aftalen således, at Horsens fS stod alene om seniorholdet og resten af klubberne kun deltog med spillere på ynglinge- og juniordivisionsholdet. Fra og med 2003-sæsonen ændredes aftalen til også at omfatte et drengemesterrækkehold i AC Horsens-regi. Baggrunden for den ene moderklubs udtræden på seniorniveau skal findes i, at overbygningen på daværende tidspunkt havde en tom pengekasse og FC Horsens, som bestod af godt 700 medlemmer hvoraf 550 medlemmer var under 19 år, var ikke villige til at hæve medlemskontingentet for at indskyde ny kapital i det fælles anpartsselskab. I dag fremstår AC Horsens seniorhold således kun som en professionel overbygning på HfS Fodbold, men man har alligevel beholdt navnet af hensyn til promovering overfor erhvervslivet og flere sponsorkroner. Sidenhen har samarbejdet fået følgeskab af flere andre horsensianske omegnsklubber på ungdomsfronten: Hatting-Torsted IF (delvis fusion mellem Hatting IF og Torsted IF), Lund IF, KFUM Birkeparken (i dag Horsens KFUM Fodbold), Egebjerg IF (tiltrådte i 2000, da man finder det vigtigt for fodbolden i Horsens), Juelsminde IF, Gedved IF og Rask Mølle-Åle IF (delvis fusion mellem Rask Mølle IF og Aale U&IF), og senest tilslutning af klubber i oplandet: FC Skanderborg, Stilling IF og Østbirk IF kommet til som en del af den oprindelige aftale. Horsens Freja har tidligere været involveret, men er det ikke længere.

### AC Horsens i Superligaen
I foråret 2005 indløste fodboldalliancen for første gang billet til den bedste danske fodboldrække efter en 2-0 sejr i næstsidste runde (den 12. juni 2005) på udebane over Boldklubben Skjold på Østerbro Stadion – grundlagt bl.a. på 12 sejre i træk over en serie af 20 kampe uden nederlag, hvilket er en stående klubrekord (pr. 10. september 2007). Det skete under ledelse af cheftræner Kent Nielsen, der grundet klubbens resultater i Superligaen under 2005/06-sæsonen kåredes til Årets Træner i juli 2006. Som følge af AC Horsens' oprykning til Superligaen og de heraf følgende krav til den fortsatte forbliven, som Dansk Boldspil-Union stiller til et tidssvarende superligastadion, samt ønsket om at huse flere kulturarrangementer i Horsens, besluttede sammenlægningsudvalget for Ny Horsens Kommune den 25. april 2006 at vedtage de økonomiske rammer for et nyt Horsens Stadion på stedet for den nuværende opvisningsbane i Horsens Idrætspark. Udvidelsesprojektet til 90 mio. kroner, som vil være klubbens nye hjemmebane med plads til 10.000 tilskuere samt vil kunne rumme godt 30.000 fremtidige koncertgæster, blev vundet af arkitektfirmaet 3XNielsen. Det første spadestik til ombygningen, der involverer en 90 grader drejning af fodboldbanen, blev taget i januar 2007 og forventes færdigbygget i sommeren 2008.
I august 2006 påbegyndtes et samarbejde sammen med fem andre sportsklubber indenfor fodbold, håndbold (Horsens Håndboldklub), badminton (Horsens Badminton Klub), basketball (Horsens Idræts Club og Horsens Basketball Club) og svømning (Horsens Svømmeklub) samt fem uddannelsesinstitutioner (Horsens Handelsskole, Horsens Gymnasium, Bygholm Landbrugsskole og Vitus Bering Danmark) omkring Sports College Horsens, som vil give unge mulighed for at dyrke fodbold samtidig med at man tager en erhvervsuddannelse eller en gymnasial uddannelse. Kultur- og idrætscenteret Forum Horsens (indviet den 4. september 2004) danner rammerne om træningen.
- 2013 rykkede AC Horsens ned i 1. Division efter at Brøndby slog dem med 0-1 på CASA Arena, hvorved Horsens sluttede på en 11. plads i superligasæsonen

- 2016 Med en tredjeplads 1. Division, kvalificerede AC Horsens sig til oprykningskampene og rykkede op i Alka Superligaen.

### Klubbens cheftrænere
Oversigt over cheftrænere for førsteholdet igennem årene:
- 1994-1994: Per Bie
- 1994-1996: Christian Møller
- 1996-1997: Kim Poulsen
- 1998-1999: Troels Bech
- 1999-1999: Kim Poulsen
- 1999-2001: Uffe Pedersen
- 2001-2009: Kent Nielsen
- 2009-2009: Henrik Jensen
- 2009-2014 : Johnny Mølby
- 2014-2020 : Bo Henriksen
- 2020-2020 Jonas Dal[26]
- 2021- Jens Berthel Askou[27]

- - Assistenttrænere: Flemming Povlsen (2005-2009), Henrik Larsen (2003-2009), Peder Knudsen (2009-2010), Anders Madsen (2010-2015), Nikolai Pold (2006-2015), Niels Lodberg (2015-2017), Mads Lyng (2017-)

### Administration
Oversigt over klubbens ledelse igennem årene:
| Bestyrelsesformænd - 1994-2012: Ole Willy Mandrup Rasmussen - 2012-2016: Ole Simonsen - 2016-2022 Bo Pinholt - 2022- Claus Olsen | Direktør - 200?-2010: Bent Lygum Poder - 2010-2015: Henrik Ravn - 2015-: Kristian Nielsen |

## Klubbens logo og spilledragt
Klubbens førstehold spillede i den første sæson (foråret 1994) i hvidt og mørkeblåt som en neutral farvekombination i forhold til moderklubbernes farver, der fusionerede på seniorplan (FC Horsens: sort/rød og Horsens fS: gul/blå). Den primære udgave af klubbens første logo, som var i brug i perioden 1994-2006, bestod således udelukkende af hvide og sorte farver og uden en egentlig fast baggrund. I klubbens nye logodesign, som blev introduceret i foråret 2006, gik man i stedet over til at anvende gul og sort, hvis farvemæssige fundament er en videreførelse fra moderklubben Horsens fS, som herreeliteholdets og HfS førsteholds (dvs. AC Horsens reservehold) spilledragter i dag er baseret på. De gul/sorte spilledragter blev introduceret i 1998, da FC Horsens trådte ud af samarbejdet på senior-niveau. AC Horsens' kaldenavn "Den Gule Fare", som den officielle fanklub Fanklubben Den Gule Fare (stiftet den 1. august 1997) også er opkaldt efter, stammer oprindeligt fra Horsens fS's første storhedstid med deltagelse i den daværende bedste række i perioden 1927-1932. De uofficielle fan-grupperinger tæller ydermere De Gule Bønder (opstart i 2003, forening siden februar 2008), hvis navn ydermere er inspireret af de gulblusede fodboldspillere.
Fodboldalliancens tidligere logo blev til gennem en mindre modernisering af det tidligere klublogo, hvor man opdaterede og fremhævede de tre sorte sammenkædede ringe (oprindeligt hvide med sort kant), der symboliserer overbygningsaftalens oprindelige tre moderklubber (HfS, SIK og FCH) og tilføjede en gul cirkelformet baggrund med sort kant. I undertitlen med klubnavnet i sorte versaler (store bogstaver) havde man bibeholdt sans-serif fonten, men foretog en nedskalering og udskiftet den forhenværende Avant Garde Medium-inspirerede skrifttype til en nu Helvetica Neue-inspireret skrifttype.
I 2017 kom AC Horsens' logo endnu engang igennem en mindre modernisering. Den gule cirkelform har nu fået en bredere sort kant, og de tre sorte ringe i logoet er også blevet bredere. Teksten 'AC Horsens' har endnu engang ændret skrifttype, og er nu en modificeret version af skrifttypen Proxima Nova. Ringene og teksten flugter nu også med hinanden i længden. Logoet blev udviklet sammen med AC Horsens' samarbejdspartner Super Ego.

## Spillere

### Nuværende spillertrup
Oversigten er senest opdateret den 22. Mars 2025.
| Nr. | Land            | Position | Spiller           |
| --- | --------------- | -------- | ----------------- |
| 1   | Kroatien        | MM       | Matej Delač       |
| 2   | Sverige         | FO       | Oliver Stanisic   |
| 3   | Elfenbenskysten | FO       | Seniko Doua       |
| 4   | Danmark         | FO       | Sebastian Hausner |
| 8   | Elfenbenskysten | MI       | Odilon Kouassi    |
| 9   | Kosovo          | AN       | Muhamet Hyseni    |
| 10  | Danmark         | MI       | Sanders Ngabo     |
| 11  | Danmark         | AN       | Sebastian Pingel  |
| 12  | Elfenbenskysten | FO       | Christ Tapé       |
| 13  | Danmark         | FO       | Mads Fenger       |
| 14  | Danmark         | MI       | Julius Madsen     |
| 15  | Danmark         | AN       | Oliver Kjaergaard |
| 16  | Ghana           | MI       | Abdul Moro        |
| 17  | Sverige         | MI       | Adam Herdonsson   |

| Nr. | Land     | Position | Spiller                |
| --- | -------- | -------- | ---------------------- |
| 18  | Danmark  | MI       | Frederik V. Kristensen |
| 20  | Kroatien | MI       | Karlo Lusavec          |
| 21  | Ghana    | AN       | Kwaku Karimari         |
| 22  | Danmark  | AN       | Emil Frederiksen       |
| 23  | Danmark  | MI       | Hjalte Toftegaard      |
| 24  | Norge    | FO       | Ole Martin Kolskogen   |
| 25  | Danmark  | FO       | Mikkel Kallesøe        |
| 26  | Island   | AN       | Galdur Gudmundsson     |
| 28  | Gambia   | FO       | Alagie Saine           |
| 31  | Danmark  | MM       | Anders Hoff            |
| 33  | Danmark  | FO       | Alexander Ludwig       |
| 34  | Danmark  | FO       | Fredrik Roslyng        |
| 45  | Østrig   | AN       | Marvin Egho            |

### Spillertransfers
| 02017/2018                                                                                 | 02017/2018 |
| ------------------------------------------------------------------------------------------ | --- |
| 1. Jonas Thorsen – Fri transfer (Viborg FF) 2. Daisuke Sato – Fri transfer (CSM Poli lasi) | 1. Nicklas Dannevang – Skiftet til Fremad Amager 2. Kim Aabech – Skiftet til Hvidovre IF 3. Martin Albrechtsen – i/t 4. Frederik Møller – i/t 5. Steve Clark – i/t 6. Conor O'Brien – i/t |

| 02016/2017 | 02016/2017 |
| --- | ---------- |
| 1. Elfar Freyr Helgason – Lejet i islandske Breiðablik 2. Martin Albrechtsen – Fri transfer 3. Steve Clark – Fri transfer 4. Mikkel Qvist – Hentet i IF Lyseng |            |

| 02013/2014 | 02013/2014 |
| --- | --- |
| 1. Sebastien Ibeagha – Hentet i Duke University 2. Erik Marxen – Hentet i Vejle-Kolding 3. Lasse Heinze – Hentet i Silkeborg IF 4. Anders Randrup – Hentet i Brøndby IF 5. Thomas Villadsen – Lejet i FC Nordsjælland 6. Mikkel Agger – Lejet i Esbjerg fB 7. Frederik Helstrup – Hentet i Lyngby BK | 1. Alexander Juel Andersen – Skiftet til AGF 2. Ken Fagerberg – Skiftet til Viborg FF 3. Mikkel Cramer – Skiftet til Skive IK 4. Mads Agesen – Skiftet til Randers FC 5. Charles Takyi – Skiftet til Energie Cottbus 6. Frederik Rønnow – Udlejet til Esbjerg fB 7. Martin Spelmann – Skiftet til OB 8. Robert Veselovsky – Skiftet til Universitatea Cluj |

| 02012/2013 | 02012/2013 |
| --- | --- |
| 1. Mikkel Cramer – Hentet i Randers FC 2. Esben Petersen – Hentet i BK Marienlyst 3. Charles Takyi – Kontraktløs 4. Steffen Kielstrup – Hentet i Vejle-Kolding 5. Henrik Smedegaard – Hentet i FC Fredericia 6. Jakob Rasmussen – Hentet i AC Horsens II 7. Jude Nworuh – Hentet i FC Midtjylland | 1. Søren Jochumsen – Karrierestop 2. Anders Nøhr – Karrierestop 3. Henrik Smedegaard – Karrierestop 4. Jakob Rasmussen – Skiftet til FC Skanderborg 5. Nikolaj Nielsen – Skiftet til Odder IGF 6. Hamza Kizil – Skiftet til Odder IGF 7. Niels Lodberg – Skiftet til SønderjyskE 8. Christian Madsen – Ukendt 9. Kenan Hajdarevic – Skiftet til SønderjyskE 10. Johan Absalonsen – Returneret til FC København |

| 02011/2012 | 02011/2012 |
| --- | --- |
| 1. Ken Fagerberg – Hentet i FC Midtjylland 2. André Bjerregaard – Hentet i AC Horsens II 3. Troels Kløve – Hentet i AC Horsens II 4. Henrik Toft – Hentet i OB 5. Jeppe Mehl – Hentet i Esbjerg fB 6. Alexander Juel Andersen – Hentet i Viborg FF 7. Søren Jensen – Hentet i Odds BK 8. Nikolaj Nielsen – Hentet i AC Horsens II 9. Johan Absalonsen – Lejet i FC København 10. Robert Veselovsky – Hentet i Viborg FF 11. Christian Madsen – Hentet i AC Horsens II | 1. Gilberto Macena – Skiftet til SD Luneng 2. Kenneth Stenild – Skiftet til SønderjyskE 3. Paris Nakajima-Farran – Skiftet til South China 4. Allan Jepsen – Karrierestop 5. Ulrik Lindkvist – Karrierestop 6. Tonny Brochmann – Skiftet til Sogndal 7. Rasmus Katholm – Kontraktløs 8. Issey Nakajima-Farran – Skiftet til Brisbane Roar 9. Alioune Kébé – Kontraktløs 10. Sebastian Andersen – Returneret til Esbjerg fB |

| 02010/2011 | 02010/2011 |
| --- | --- |
| 1. Sebastian Andersen – Lejet i Esbjerg fB 2. Mads Agesen – Hentet i FC Fredericia 3. Frederik Rønnow – Hentet i AC Horsens U19 4. Lasse Kryger – Hentet i FC Fredericia 5. Kenan Hajdarevic – Hentet i FC Fredericia 6. Martin Retov – Hentet i Hansa Rostock 7. Hamza Kizil – Hentet i AC Horsens II 8. Allan Jepsen – Hentet i Alem. Aachen 9. Ulrik Lindkvist – Kontraktløs | 1. Simon Nagel – Skiftet til Vendsyssel FF 2. Marc Maze – Skiftet til B1908 3. Martin Laustsen – Skiftet til Brabrand IF 4. Søren Friis – Skiftet til FC Fredericia 5. Adam Eckersley – Skiftet til AGF 6. Allan Søgaard – Skiftet til Karrierestop 7. Jimmy Mayasi – Skiftet til AC Horsens U19 8. Casper Johansen – Skiftet til Kolding FC 9. Andreas Augustsson – Skiftet til IF Elfsborg 10. Troels Kløve – Skiftet til AC Horsens II |

| 02009/2010 | 02009/2010 |
| --- | --- |
| 1. Issey Nakajima-Farran – Hentet i FC Nordsjælland 2. Troels Kløve – Hentet i AC Horsens II 3. Tonny Brochmann – Hentet i AC Horsens II 4. Martin Laustsen – Hentet i Brabrand IF 5. Rasmus Katholm – Hentet i FC Fredericia 6. Ruan Afonso – Kontraktløs 7. Kenneth Stenild – Hentet i Aab 8. Alioune Kébé – Hentet i Paris FC 9. Paris Nakajima-Farran – Kontraktløs | 1. Kenneth Emil Petersen – Skiftet til Aab 2. Rawez Lawan – Skiftet til FC Nordsjælland 3. Ruan Afonso – Ukendt 4. Steffen Lauser – Skiftet til FSV Hollenbach 5. Nick Christensen – Skiftet til AB 6. Allan Bülow – Ukendt 7. Lasse Sørensen – Skiftet til FC Roskilde 8. Mads Rieper – Karrierestop 9. Marc Maze – Udlejet til Brabrand IF 10. Yasin Avci – Skiftet til Lyngby BK |

| 02008/2009 | 02008/2009 |
| --- | --- |
| 1. Jimmy Mayasi – Hentet i Silkeborg IF 2. Andreas Augustsson – Hentet i IF Elfsborg 3. Martin Spelmann – Hentet i Brøndby IF 4. Marc Maze – Hentet i Grenaa IF 5. Adam Eckersley – Hentet i AGF 6. Georges Ndoum – Hentet i MSV Duisburg II 7. Morten Rasmussen – Hentet i Brøndby IF 8. Nabil Aslam – Hentet i BK Frem 9. Simon Nagel – Hentet i Viborg FF 10. Besart Berisha – Lejet i Burnley 11. Allan Bülow – Hentet i Kjellerup IF 12. Thomas Kortegaard – Hentet i Aab | 1. Henrik H. Hansen – Skiftet til OB 2. Magne Sturød – Skiftet til Kongsvinger 3. Georges Ndoum – Kontraktløs 4. Steffen Algreen – Skiftet til FC Fyn 5. Per Gade – Skiftet til Jammerbugt FC 6. René Christensen – Ukendt 7. Kasper Klausen – Skiftet til Hvidovre IF 8. Ibrahim Babatunde – Skiftet til ASG Nocerina 9. Lars Jensen – Skiftet til AC Horsens II 10. Kenneth Sørensen – Skiftet til Herfølge BK 11. Besart Berisha – Returneret til Burnley 12. Joseph Elanga – Returneret til Brøndby IF II |

| 0Vinter 2007/2008                        | 0Vinter 2007/2008 |
| ---------------------------------------- | --- |
| 1. Joseph Elanga – Lejet i Brøndby IF II | 1. Thomas R. Jensen – Skiftet til Skade 2. Bosun Ayeni – Returneret til SønderjyskE 3. Blerim Rrustemi – Skiftet til FC Rot-Weiss Erfurt |

| 0Sommer 2007 | 0Sommer 2007 |
| --- | --- |
| 1. Steffen Lauser – Hamburger SV (Tyskland) 2. Thomas Kortegaard – Hentet i AaB 3. Nick Christensen – Hentet i Næstved Boldklub 4. Lasse Sørensen – Hentet i Næstved Boldklub 5. Bosun Ayeni – Lejet i SønderjyskE 6. Blerim Rrustemi – Hentet i Borussia Mönchengladbach (Tyskland) 7. Olalekan Ibrahim Babatunde – Hentet i Msida St. Joseph FC (Malta) 8. Anders Nøhr – Hentet i Esbjerg fB | 1. Lasse Borg – Skiftet til FC Hjørring 2. Rune Graugaard – Skiftet til Brabrand IF 3. Joël Tchami – i/t 4. Charles Akonnor – Skiftet til Alki Larnaca FC (Cypern) 5. Martin Heinze – Skiftet til AB 6. Miki Rasmussen – Kontraktudløb (spillende assistenttræner) 7. Ali Gerba – Skiftet til IFK Göteborg (Sverige, lejemål slut) 8. Henrik Bundgaard – Skiftet til AGF (lejemål slut) 9. Steffen Ernemann – Skiftet til Silkeborg IF 10. Rasmus Marvits – Skiftet til Lyngby Boldklub 11. Lennart Lindsted – Skiftet til Brabrand IF 12. Claude Parfait Ngon a Djam – Kontraktudløb |

### Tidligere spillere
En oversigt over andre tidligere AC Horsens-spillere:
| - Per Gade (FO) - Henrik H. Hansen (MI) - Ibrahim Babatunde (AN) - Lars Jensen (FO) - Claus Olesen (MÅ) - Jan Abrahamsen (MI) - Jimmy Mørup (FO) - Lars Kjer (MI) - Ken Martin (FO) - Torben Jacobsen (FO) - Thomas Vestmark (FO) - Henrik Jespersen (MI) - Jacob Rasmussen (MI) - Kenneth Olsen (MI) - Ole Mortensen (MI) - Morten Bech (MI) - Simon Elbæk Jensen - Søren Borup (AN) - Christoffer R. Olsen (FO) - Fatih Yüksek (FO) - Johnny Tveen Jensen (AN) - David Roest (FO) - Jerry Brown (AN) - John Dyring (MI) - Jonas Truelsen (MI) | - Frank Nielsen (MI) - Steen Olsen (AN) - Henrik Ravn (AN) - Jørgen Grønlund (MI) - Jan Allan Müller (AN) - Henrik Jensen (MÅ) - Jens Erik Rasmussen (MI) - Tony Henriksen (MÅ) - Stefan Jensen (MÅ) - Kenneth Krabbe (FO) - Lars Pagh (MI) - Johan Byrial Hansen (FO) - Michael Blom - Ulrich Elkjær (MÅ) - Søren Skovsbøl (MI) - Kenneth Merrild (MÅ) - Nicki Kristensen (MI) - Jakub Siwierski (MÅ) - Peter Skjøth (AN) - Jacob Fynboe (MI) - Lars Holm (AN) - Steven McDermott (MI) - Kim Mortensen (MI) - Jan Mortensen (MI) - Mik Gertsen (MI) | - Nikolaj Rasmussen (AN) - Daniel Kümmel (AN) - Karsten Pedersen (AN) - Kolja Afriyie (FO) - Claus Bech Jørgensen (AN) - Jesper Stücker - Ulrik Kristensen (AN) - Lars Olesen (FO) - Søren Holdgaard (AN) - Martin Jensen (FO) - Lasse Lauth (MI) - Claus Troelsen (AN) - Lasse Holmgaard (MI) - Brian Priske (FO) - Anders Rasmussen (MÅ) - Simon Kjær (FO) - Abdul Sule (AN) - Frank Nielsen - Jørn Simmenæs - Jacob Gregersen - Glenn Jørgensen - Bent Åmand - Kaj Huttel - Michael Kvist (AN) - Jesper Højlund | - Anders Jensen - Morten Randløv (FO) - Anders Mandrup (AN) - Mikael Knudsen (FO) - Anders Nordstrøm (MI) - Martin Henriksen (FO) - Hans Mathiesen (MI) - Kasper Klausen (MI) - Besart Berisha (AN) - Lasse Sørensen (MÅ) - Thomas R. Jensen (MÅ) - Steffen Lauser (MI) - Søren Friis (MI) - John Laursen (AN) - Jacob Pedersen (FO) - Søren Jochumsen (MÅ) - Martin Halle (FO) - Chris Møller (FO) - Lars Dam Johansen (MI) |

## Klubbens resultater

### DBU's Landspokalturnering
De sportslige resultater for klubbens førstehold i DBU's Landspokalturnering igennem årene:
| Sæson | Runde                  | Hjemmebanehold | Resultat             | Udebanehold                  | Bem. |
| 2019/20 |                        |                |                      |                              |      |
| 2. runde | BK Union               | 0-2            | AC Horsens           | {{{bemærk}}}                 |      |
| 3. runde | Thisted                | 1-2            | AC Horsens           | {{{bemærk}}}                 |      |
| 4. runde | Fremad Amager          | 0-3            | AC Horsens           | {{{bemærk}}}                 |      |
| Kvartfinale | AC Horsens             | 1-1            | Silkeborg IF         | 1-1 efs, 9-8 str{{{bemærk}}} |      |
| Semifinale | Sønderjyske            | 2-1            | AC Horsens           | {{{bemærk}}}                 |      |
| 2018/19 |                        |                |                      |                              |      |
| 3. runde | Middelfart             | 0-3            | AC Horsens           | {{{bemærk}}}                 |      |
| 4. runde | AaB                    | 1-0            | AC Horsens           | {{{bemærk}}}                 |      |
| 2017/18 |                        |                |                      |                              |      |
| 2. runde | Varde                  | 3-3            | AC Horsens           | 3-5 efs{{{bemærk}}}          |      |
| 3. runde | Holbæk B&I             | 1-0            | AC Horsens           | {{{bemærk}}}                 |      |
| 2016/17 |                        |                |                      |                              |      |
| 1. runde | Tarm IF                | 1-3            | AC Horsens           | {{{bemærk}}}                 |      |
| 2. runde | IF Lyseng              | 1-1            | AC Horsens           | 1-4 efs{{{bemærk}}}          |      |
| 3. runde | FC Helsingør           | 0-1            | AC Horsens           | {{{bemærk}}}                 |      |
| 4. runde | AC Horsens             | 1-3            | AGF                  | {{{bemærk}}}                 |      |
| 2015/16 |                        |                |                      |                              |      |
| 1. runde | Fuglebakken KFUM Århus | 0-3            | AC Horsens           | {{{bemærk}}}                 |      |
| 2. runde | Aalborg Freja          | 0-6            | AC Horsens           | {{{bemærk}}}                 |      |
| 3. runde | HB Køge                | 2-0            | AC Horsens           | {{{bemærk}}}                 |      |
| 2014/15 |                        |                |                      |                              |      |
| 1. runde | Viby IF                | 1-4            | AC Horsens           | {{{bemærk}}}                 |      |
| 2. runde | Brabrand               | 1-2            | AC Horsens           | {{{bemærk}}}                 |      |
| 3. runde | AC Horsens             | 0-7            | Esbjerg fB           | {{{bemærk}}}                 |      |
| 2013/14 |                        |                |                      |                              |      |
| 1. runde | Ringkøbing             | 0-5            | AC Horsens           | {{{bemærk}}}                 |      |
| 2. runde | Thisted                | 1-3            | AC Horsens           | {{{bemærk}}}                 |      |
| 3. runde | AC Horsens             | 1-0            | Randers FC           | {{{bemærk}}}                 |      |
| 4. runde | Holbæk B&I             | 0-4            | AC Horsens           | {{{bemærk}}}                 |      |
| Kvartfinale | AC Horsens             | 5-0            | Vejle Boldklub       | {{{bemærk}}}                 |      |
| Semifinale, 1.kamp                                                                                               | AC Horsens             | 1-3            | AaB                  | {{{bemærk}}}                 |      |
| Semifinale, 2.kamp                                                                                               | AaB                    | 2-1            | AC Horsens           | {{{bemærk}}}                 |      |
| 2012/13 |                        |                |                      |                              |      |
| 3. runde | Otterup                | 2-3            | AC Horsens           | {{{bemærk}}}                 |      |
| 4. runde | HIK                    | 0-4            | AC Horsens           | {{{bemærk}}}                 |      |
| Kvartfinale | OB                     | 2-2            | AC Horsens           | 2-4 efs{{{bemærk}}}          |      |
| Semifinale, 1.kamp                                                                                               | Randers FC             | 1-0            | AC Horsens           | {{{bemærk}}}                 |      |
| Semifinale, 2.kamp                                                                                               | AC Horsens             | 2-3            | Randers FC           | {{{bemærk}}}                 |      |
| 2011/12 |                        |                |                      |                              |      |
| 4. runde | Herlev                 | 2-3            | AC Horsens           |                              |      |
| Kvartfinale | FC Fredericia          | 1-2            | AC Horsens           |                              |      |
| Semifinale, 1. kamp                                                                                              | HB Køge                | 2-2            | AC Horsens           |                              |      |
| Semifinale, 2. kamp                                                                                              | AC Horsens             | 1-0            | HB Køge              |                              |      |
| Finale | AC Horsens             | 0-1            | FC København         | '                            |      |
| 2010/11 |                        |                |                      |                              |      |
| 2. runde | Brabrand IF            | 1-4            | AC Horsens           |                              |      |
| 3. runde | FC Vestsjælland        | 2-2            | AC Horsens           | 2-6 efs                      |      |
| 4. runde | FC København           | 2-4            | AC Horsens           |                              |      |
| 5. runde | AC Horsens             | 0-1            | FC Nordsjælland      | '                            |      |
| 2009/10 |                        |                |                      |                              |      |
| 1. runde | HA85                   | 1-7            | AC Horsens           |                              |      |
| 2. runde | AC Horsens             | 0-1            | Vejle Boldklub       | '                            |      |
| 2008/09 |                        |                |                      |                              |      |
| 4. runde | AC Horsens             | 3-2            | Randers FC           |                              |      |
| Kvartfinale | Nordvest FC            | 2-1            | AC Horsens           | '                            |      |
| 2007/08 |                        |                |                      |                              |      |
| 2. runde | FC Sydvest 05          | 0-10           | AC Horsens           |                              |      |
| 3. runde | Næstved Boldklub       | 3-2            | AC Horsens           | 26. september 2007           |      |
| 2006/07 |                        |                |                      |                              |      |
| 2. runde | Vildbjerg SF           | 0-13           | AC Horsens           |                              |      |
| 3. runde | Vejle Boldklub         | 3-3            | AC Horsens           | 3-3 efs, 3-4 str             |      |
| 4. runde | FC Fredericia          | 1-2            | AC Horsens           |                              |      |
| Kvartfinale | Lyngby Boldklub        | 0-0            | AC Horsens           | 1-0 efs                      |      |
| 2005/06 |                        |                |                      |                              |      |
| 4. runde | SønderjyskE            | 1-2            | AC Horsens           |                              |      |
| 5. runde | Randers FC             | 2-0            | AC Horsens           |                              |      |
| 2004/05 |                        |                |                      |                              |      |
| 3. runde | Thisted FC             | 0-2            | AC Horsens           |                              |      |
| 4. runde | AC Horsens             | 2-2            | Silkeborg IF         | 4-3 efs                      |      |
| 5. runde | AC Horsens             | 2-1            | AaB                  |                              |      |
| Kvartfinale | AC Horsens             | 1-1            | AGF                  | 3-1 efs                      |      |
| Semifinale, 1. kamp                                                                                              | AC Horsens             | 0-4            | FC Midtjylland       |                              |      |
| Semifinale, 2. kamp                                                                                              | FC Midtjylland         | 1-0            | AC Horsens           |                              |      |
| 2003/04 |                        |                |                      |                              |      |
| 2. runde | Hviding IF             | 1-14           | AC Horsens           |                              |      |
| 3. runde | Odder IGF Fodbold      | 0-6            | AC Horsens           |                              |      |
| 4. runde | Boldklubben Skjold     | 1-2            | AC Horsens           |                              |      |
| 5. runde | B.93                   | 1-1            | AC Horsens           | 1-3 efs                      |      |
| Kvartfinale | AC Horsens             | 1-2            | Odense Boldklub      |                              |      |
| 2002/03 |                        |                |                      |                              |      |
| 3. runde | Holstebro Boldklub     | 2-0            | AC Horsens           |                              |      |
| 2001/02 |                        |                |                      |                              |      |
| 3. runde | AC Horsens             | 2-3            | Randers Freja        |                              |      |
| 2000/01 |                        |                |                      |                              |      |
| 3. runde | Nørresundby Boldklub   | 0-0            | AC Horsens           | 0-0 efs, 1-3 str             |      |
| 4. runde | AC Horsens             | 0-0            | Boldklubben Frem     | 0-0 efs, 4-2 str             |      |
| 5. runde | AC Horsens             | 3-4            | B.93                 |                              |      |
| 1999/2000 |                        |                |                      |                              |      |
| 3. runde | Vildbjerg SF           | 2-5            | AC Horsens           |                              |      |
| 4. runde | AC Horsens             | 0-2            | Aarhus Fremad        |                              |      |
| 1998/99 |                        |                |                      |                              |      |
| 3. runde | Snejbjerg SG&IF        | 0-7            | AC Horsens           |                              |      |
| 4. runde | AC Horsens             | 4-5            | AaB                  |                              |      |
| 1997/98 |                        |                |                      |                              |      |
| 1. runde | Aarslev Boldklub       | 1-5            | AC Horsens           |                              |      |
| 2. runde | AC Horsens             | 3-2            | FC Fredericia        |                              |      |
| 3. runde | Hadsund Boldklub       | 2-5            | AC Horsens           |                              |      |
| 4. runde | AC Horsens             | 1-2            | Viborg FF            |                              |      |
| 1996/97 |                        |                |                      |                              |      |
| 1. runde | AC Horsens             | 11-0           | Nørre Broby Boldklub |                              |      |
| 2. runde | B1909                  | 4-0            | AC Horsens           |                              |      |
| 1995/96 |                        |                |                      |                              |      |
| 3. runde | Svendborg fB           | 1-2            | AC Horsens           |                              |      |
| 4. runde | AC Horsens             | 1-3            | Skive IK             |                              |      |
| 1994/95 |                        |                |                      |                              |      |
| 3. runde | Herning Fremad         | 4-0            | AC Horsens           |                              |      |
| Resultat: Efter ordinær spilletid, efs: Efter forlænget spilletid, str: Efter straffespark, Bem.: Bemærkning(er) |                        |                |                      |                              |      |

### Bedrifter i Danmarksturneringen
De sportslige resultater for førsteholdet i Danmarksturneringen igennem årene:
| N. | Række | Nr.       | Statistik        | Topscorer                                           | Bem.       |
| 1 | Superligaen 2011/12 | 4. plads  | 33-17-6-10 53-39 | i/t                                                 |            |
| 1 | Superligaen 2010/11 | 9. plads  | 33-9-10-14 29-40 | i/t                                                 |            |
| 2 | 1. division 2009/10 | 1. plads  | 30-21-3-6 67-27  | i/t                                                 | Oprykning  |
| 1 | Superligaen 2008/09 | 12. plads | 33-5-9-19 35-58  | i/t                                                 | Nedrykning |
| 1 | Superligaen 2007/08 | 5. plads  | 33-14-10-9 47-43 | Henrik H. Hansen, 13 mål                            |            |
| 1 | Superligaen 2006/07 | 10. plads | 33-6-10-17 29-53 | Gilberto Macena, 12 mål                             |            |
| 1 | Superligaen 2005/06 | 10. plads | 33-8-13-12 29-41 | Besart Berisha, 11 mål                              |            |
| 2 | 1. division 2004/05 | 2. plads  | 30-19-6-5 51-23  | Niels Lodberg, 21 mål                               | Oprykning  |
| 2 | 1. division 2003/04 | 3. plads  | 30-19-5-6 50-26  | Anders Nøhr, 7 mål                                  |            |
| 2 | 1. division 2002/03 | 11. plads | 30-9-9-12 45-49  | Simon Elbæk Jensen, 6 mål                           |            |
| 2 | 1. division 2001/02 | 7. plads  | 30-12-8-10 39-31 | Simon Elbæk Jensen, 7 mål                           |            |
| 2 | 1. division 2000/01 | 7. plads  | 30-11-10-9 41-38 | Jesper Stücker / Allan Søgaard / Søren Borup, 5 mål |            |
| 2 | 1. division 1999/2000                                                                                                  | 5. plads  | 30-14-8-8 57-31  | Frank Nielsen, 8 mål                                |            |
| 2 | 1. division 1998/99 | 6. plads  | 30-13-5-12 47-44 | Claus Bech Jørgensen, 17 mål                        |            |
| 2 | 1. division 1997/98 | 5. plads  | 30-12-8-10 49-44 | Michael Blom, 8 mål                                 |            |
| 3 | 2. division Vest 1997 (forår)                                                                                          | 2. plads  | 14-8-4-2 32-10   | Brian Priske, 6 mål                                 | Oprykning  |
| 3 | 2. division Vest 1996 (efterår)                                                                                        | 1. plads  | 14-9-2-3 35-22   | Ulrik Kristensen, 15 mål                            | Vinder     |
| 3 | 2. division Vest 1996 (forår)                                                                                          | 3. plads  | 14-6-6-2 27-14   | Kim Mortensen, 4 mål                                |            |
| 3 | 2. division Vest 1995 (efterår)                                                                                        | 5. plads  | 14-5-3-6 27-29   | Frank Nielsen / Karsten Pedersen, 5 mål             |            |
| 3 | 1. division 1995 (forår)                                                                                               | 8. plads  | 14-3-6-5 15-26   | Jan Allan Müller, 6 mål                             |            |
| | Kvalifikationskampe om placering i 1. division: → AC Horsens mod FC Fredericia 3-3; → FC Fredericia mod AC Horsens 1-1 |           |                  |                                                     |            |
| 2 | 1. division 1994 (efterår)                                                                                             | 10. plads | 18-1-6-11 11-15  | Jan Allan Müller, 8 mål                             | Nedrykning |
| 2 | Kvalifikationsligaen 1994 (forår)                                                                                      | 8. plads  | 14-2-4-8 14-30   | Henrik Ravn, 5 mål                                  |            |
| i/t: Ikke tilgængelig, N.: Rækkens niveau i den pågældende sæson, Nr.: Slutplacering, Bem.: Bemærkning(er) | |           |                  |                                                     |            |

### Europæisk deltagelse
Tekst mangler, hjælp os med at skrive teksten

## Europa League
| Sæson | Runde       | Hjemmebanehold | Resultat    | Udebanehold | Bem. |
| 2012/13 |             |                |             |             |      |
| 3 Runde, 1. kamp                                                                                                 | AC Horsens  | 1-1            | IF Elfsborg |             |      |
| 3 Runde, 2. kamp                                                                                                 | IF Elfsborg | 2-3            | AC Horsens  |             |      |
| Resultat: Efter ordinær spilletid, efs: Efter forlænget spilletid, str: Efter straffespark, Bem.: Bemærkning(er) |             |                |             |             |      |

AC Horsens' placering på UEFA's klubrangliste pr. 10. december 2012.

| Nr. | Klub                    | Nation   | Point |
| --- | ----------------------- | -------- | ----- |
| 196 | Motherwell FC           | Skotland | 7.038 |
| 197 | FC Thun                 | Schweiz  | 6.835 |
| 198 | Grasshopper Club Zürich | Schweiz  | 6.853 |
| 199 | HJK Helsinki            | Finland  | 6.701 |
| 200 | FK Ventspils            | Letland  | 6.658 |
| 201 | AC Horsens              | Danmark  | 6.640 |
| 202 | Hapoel Kiryat Shmona FC | Israel   | 6.575 |
| 203 | Mladá Boleslav          | Tjekkiet | 6.445 |
| 204 | FK Jablonec             | Tjekkiet | 6.445 |
| 205 | FC Baník Ostrava        | Tjekkiet | 6.445 |
| 206 | Apollon Limassol        | Cypern   | 6.366 |

Kilde: (UEFA's officielle hjemmeside)